# 이트륨
이트륨(←영어: Yttrium 이트리엄[*], 문화어: 이트리움←독일어: Yttrium 이트리움[*])은 화학 원소로 기호는 Y(←라틴어: Yttrium 이트리움[*])이고 원자 번호는 39이다. 은색을 띠는 전이 금속으로 란타넘족 원소들과 비슷한 성질을 가졌으며 자연적으로 순수한 형태로 존재하지 않는다. 89Y가 유일한 안정 동위원소로, 이는 지각에서 발견되는 유일한 이트륨의 동위원소이기도 하다. (동위 원소 표, 이트륨 동위원소 참조) 
이트륨이 가장 많이 쓰이는 곳은 LED와 형광체이다. 그 밖에 이트륨은 레이저, 전선, 초전도체 등 많은 분야에서 활용되고 있다. 
이트륨은 생물학적 작용을 하지 않는 것으로 생각되지만, 몇몇 이트륨 화합물은 인간들에게 폐 질환을 일으킬 수 있다. 
이트륨의 이름은 스웨덴의 위테르뷔(Ytterby) 마을의 이름에서 유래되었으며 이 이름은 유명한 화학자 아레니우스가 새로운 광물을 발견해 이테르바이트(Ytterbite)라고 이름 짓고 다른 화학자들에게 성분 분석을 위해 샘플을 보냈을 때부터 이어져 왔다.

## 특징

### 성질
이트륨은 무르고 은백색 광택과 높은 결정성을 가지는 금속으로 3족 전이 금속에 속해 있다. 이트륨이 바로 위에 위치한 원소인 스칸듐(Sc)과 주기율표상 바로 오른쪽에 위치한 원소인 지르코늄(Zr)보다 전기음성도가 낮다는 것은 주기율표에서 나타나는 원소의 주기적 성질로 예측할 수 있다. 덧붙이자면, 이트륨은 바로 밑의 3족 6주기(란타넘족 원소들이 위치한)에 속하는 란타넘(La)보다 전기음성도가 높다. 또한 이트륨은 5주기에서 첫 번째 전이금속 원소이다. 
순수한 원소 상태로는 표면에 더 이상의 산화를 막는 산화피막(산화이트륨 Y2O3로 이루어진)을 생성하기 때문에 비교적 안정한 편이다. 이 산화피막은 이트륨 금속이 수증기 안에서 750 °C 로 가열될 때 1 μm의 두께를 가질 수 있다.  잘게 나눠졌을 때, 이트륨은 공기 중에서 불안정하다. 작은 이트륨 조각은 400 °C 이상의 온도에서 불이 붙을 수 있다. 질화 이트륨(YN)은 이트륨이 질소(N) 기체 안에서 1000 °C 로 가열될 때 생성된다. 

### 란타넘족 원소들과의 유사성
(희토류 원소 참조) 
이트륨은 란타넘족 원소들과 성질이 매우 비슷하여 역사적으로 이들과 같이 희토류로 분류되었다. 또한 자연적으로 항상 다른 란타넘족 원소들과 함께 희토류 광물에 포함되어 있다. 화학적으로, 이트륨은 주기율표상 위에 있는 원소인 스칸듐(Sc)보다는 란타넘족과 유사한 성질을 보인다. 그리고 만약 원소를 원자 번호(원자핵 내의 양성자 수)가 아닌 물리적 성질로만 분류했더라면 이트륨은 아마 가돌리늄(Gd)에서 어븀(Er) 사이에 위치하도록 되었을 것이다. 화학적 반응성으로 보면 이트륨은 터븀(Tb)과 디스프로슘(Dy)과 비슷하다. 또한 란타넘족 후반에 위치한 몇몇 원소들을 '이트륨족(Yttrium group)' 이라고 할 만큼 이트륨 이온은 용액 상태에서 크기상으로 이 란타넘족 원소들의 이온들과 비슷하며 마치 그 이온 중 하나처럼 '행동한다'. 이트륨 원자의 크기(원자 반지름으로 나타낼 수 있다)가 란타넘족 원소들과 비슷한 이유는 이트륨과 란타넘족 원소들은 한 주기가 차이 나지만 란타넘족들은 전자가 안쪽의 4f 전자껍질에 채워지기 때문에 가리움 효과가 크게 나타나지 않아 유효 핵전하를 증가시키면서 원자 반지름이 예상 값보다 작아지는 란타넘족 수축이라는 현상을 일으키는데, 이는 이트륨의 원자 반지름이 가돌리늄(Gd) 이후 나오는 란타넘족 원소들보다 큰 값을 가지도록 한다. 
이트륨과 란타넘족 원소들의 몇 안되는 차이점 중 하나는 이트륨은 무조건 +3의 산화수를 갖는 데 반면 란타넘족 원소 일부는 +3을 제외한 다른 산화수 역시 가질 수 있다는 것이다. 그렇지만 란타넘족 원소들도 주요 산화수는 +3 이고 15종의 란타넘족 원소 중 네 원소만이 화합물 내에서 다른 산화수를 보인다. ( CeIV, EuII, SmII 그리고 YbII )

### 화합물과 반응
주요 산화수가 +3인 전이 금속으로써 이트륨은 많은 무기화합물을 생성할 수 있다. 가장 좋은 예는 이트리아(Yttria)라고도 불리는 산화 이트륨(III)으로 화학식은 Y2O3이며 배위 결합 6개(six-coordinate)를 가지는 흰색 고체이다. 이트륨은 물에 불용성인 플루오린화물, 수산화물, 옥살염(Oxalate)을 만든다. 하지만 브로민화물, 염화물, 아이오딘화물, 질산화물 그리고 황산화물은 모두 수용성이다. 이트륨 이온 Y3+은 d, f 껍질에 전자를 가지지 않기 때문에 색을 띠지 않는다. 
물은 이트륨과 그 화합물과 반응하여 Y2O3 즉 산화 이트륨(III)을 생성한다. 농축된 염산(HCl), 질산(HNO3)은 이트륨을 급속히 화학적으로 부식(Chemical attack)시키지는 않지만 다른 강산들은 그럴 수 있다. 
할로젠 원소들과는 플루오린화 이트륨(III), 염화 이트륨(III), 브로민화 이트륨(III)과 같은 삼할로젠화물을 약 200 °C 이상의 온도 환경에서 생성한다. 이와 비슷하게 이트륨은 고온에서 탄소(C), 인(P), 셀레늄(Se), 규소(Si)와 이원화물을 형성한다. 
유기 이트륨 화학(Organoyttrium chemistry)은 탄소-이트륨 결합을 포함하는 화합물을 연구한다. 몇몇 유기 이트륨 화합물에서는 이트륨이 0의 산화수를 갖는 경우도 있다. (이트륨의 산화수 중 +2의 산화수는 염화물이 녹을 때, +1의 경우는 기체 상태에 있는 산화물의 '무리(cluster)'에서 발견된다.) 몇몇 삼량체화 반응(trimerization reactions)에서는 유기 이트륨 화합물을 촉매로 사용하기도 한다. 유기 이트륨 화합물은 염화 이트륨(III) 즉 YCl3 을 출발 물질(시물질, starting material)로 사용하여 만드는데, 이 염화 이트륨(III)은 Y2O3 을 농축된 염산과 염화 암모늄(NH4Cl)의 반응으로 생성한다. 
합토수 또는 햅티시티(Hapticity)는 배위결합 화합물에서 한 리간드(ligand)의 원자 몇 개가 중심 원자와 연결되어 있는지 서술할 때 사용하는 용어이다. 이는 그리스 문자 에타(eta, η)를 사용하여 나타낸다. 이트륨 배위결합 복합체가 최초로 발견된 카보라닐(carboranyl, 카보레인 참조) 리간드가 d0 금속원자에 η7의 합토수를 가지면서 결합되어 있는 예가 되었다.  
흑연 층간 물질의 예인 흑연-Y(이트륨) 또는 흑연-Y2O3(이트리아 또는 산화이트륨(III)이라고 한다.)의 증발은 Y@C82 과 같은 풀러렌 안에 원자, 이온 등이 들어 있는 형태를 가진 물질을 만든다. 전자 스핀 공명(Electron spin resonance) 연구로 Y3+ 와 (C82)3- 이온의 생성을 확인되었다. 이트륨의 탄화물인 Y3C 와 Y2C, YC2는 가수분해(hydrolyze)되어 탄화수소(Hydrocarbon)를 생성할 수 있다. 

## 활용
- 준강자성을 띄는 이트륨 철가넷(YIG)는 고성능 고주파 발진기용으로 사용된다.
- YIG는 광통신에서 패러데이 회전 효과를 이용하여 광 아이솔레이터로 사용된다.
- 이트륨 알루미늄가넷(YAG)은 YAG 레이저에 사용된다.
- 음극선관 컬러 텔레비전에서 빨간색을 내는 형광체로 황산화이트륨이 사용된다.
- YAG는 백색 LED의 형광체로 사용된다.
- 이트륨 바륨 구리 산화물(YBCO)은 고온 초전도체 물질로 사용된다.
- 이트륨 질산은 프로판 가스등의 맨틀에 사용된다.